# Nicolas Marais
Pour les articles homonymes, voir Marais (homonymie).
Nicolas Marais est un acteur de cinéma et de télévision français né le 13 février 1991.

## Filmographie

### Cinéma
- 1998 : Ça reste entre nous de Martin Lamotte : Nicolas
- 2002 : Le Bison (et sa voisine Dorine) d'Isabelle Nanty :  Joseph
- 2007 : De la guerre de Bertrand Bonello

### Court-métrage
- 1998 : En attendant l'an 2000 de Bruno Moulhérat

### Télévision
- 1997 : Baldi (épisode Baldi et la voleuse d'amour) de Claude d'Anna : Hugo
- 1998 : Joséphine, ange gardien (épisode Une nouvelle vie) de Philippe Monnier : Thomas
- 2000 : La Tribu de Zoé de Pierre Joassin : Tom
- 2002 : Les P'tits Lucas  de Dominique Ladoge : Antoine
- 2003 : Bonhomme de chemin de Frédéric Mermoud : Valentin
- 2005 : Allons petits enfants de Thierry Binisti : Jean Gayon
- 2007 : Samantha oups ! de Gérard Pautonnier
- 2007 : PJ (épisode Par amour) : Léo Lanson

### Doublage
- Workin' Moms : Gary Goldman (saison 1)
- Son of Zorn : Scott Schmidt (saison 1)
- The Resident : Dr. Bradley Jenkins (saison 1)
- Altered Carbon : Isaac Bancroft (saison 1)
- Ash vs. Evil Dead : Voix Additionnelles